# Jesús Requejo
Jesús Requejo San Román (n. Puebla de Sanabria, 22 de febrero de 1880 - f. Los Yébenes, 16 de agosto de 1936) fue un abogado, registrador de la propiedad y político español. Miembro de la Comunión Tradicionalista, fue diputado en la lista del Frente Nacional Contrarrevolucionario por Toledo tras las elecciones de 1936 durante la II República.

## Biografía
Después de estudiar el bachillerato en los jesuitas de Zamora, ingresó en los seminarios de Puebla y de Astorga, especializándose en Filosofía, Humanidades y Teología no llegando sin embargo a ordenarse sacerdote. Tras abandonar el seminario cursó estudios de Derecho en las Universidades de Valladolid y Salamanca, donde se doctoró con la tesis «Repudio en Roma. Religión y Derecho Unidos». En 1912 consiguió plaza de registrador siendo destinado primero a Bande (Orense) y, posteriormente, a Puebla de Sanabria. Ya en 1924 obtendría plaza en el Registro de Madridejos (Toledo).
Hombre profundamente religioso, entró en política tardíamente al presentarse como candidato tradicionalista al Congreso en las elecciones de 1936, obteniendo acta de diputado por Toledo con 125.513 votos. Sería asesinado por milicianos republicanos junto a su hijo en el pueblo toledado de Los Yébenes el 16 de agosto de 1936.
Declarado mártir por la Iglesia católica, actualmente se encuentra en proceso de beatificación.